# Pseudotorymus militaris
Pseudotorymus militaris is een vliesvleugelig insect uit de familie Torymidae. De wetenschappelijke naam is voor het eerst geldig gepubliceerd in 1834 door Carl Henrik Boheman.